# Landgericht Schlitz
Das Landgericht Schlitz war von 1821 bis 1879 ein erstinstanzliches Gericht der ordentlichen Gerichtsbarkeit in der Provinz Oberhessen des Großherzogtums Hessen mit Sitz in Schlitz. Dem Landgericht Schlitz übergeordnet war das Hofgericht Gießen und darüber das Oberappellationsgericht Darmstadt.

## Gründung
Ab 1821 trennte das Großherzogtum Hessen auch auf der unteren Ebene die Rechtsprechung von der Verwaltung. 
 Die bisher von den Ämtern wahrgenommenen Aufgaben wurden Landräten (zuständig für die Verwaltung) und Landgerichten (zuständig für die Rechtsprechung) übertragen. Der Bezirk des Landgerichts Schlitz wurde aus dem Amt Schlitz (identisch mit der gleichnamigen Grafschaft) gebildet.

## Bezirk
- Bernshausen (Schlitz)[2],
- Fraurombach[3],
- Hartershausen[4],
- Hemmen[5],
- Hutzdorf[6],
- Nieder-Stoll[7],
- Ober-Wegfurth[8],
- Pfordt[9],
- Queck[10],
- Rimbach[11],
- Sandlofs[12],
- Schlitz[13],
- Üllershausen[14],
- Ützhausen[15],
- Unter-Schwarz[16],
- Unter-Wegfurth[17] und
- Willofs[18].

## Weitere Entwicklung
Im Bereich des Landgerichts Schlitz bestanden zunächst – auch auf dem Gebiet der Justiz – noch erhebliche Rechte der Grafen von Schlitz. Diese wurden erst zum 1. Juni 1838 mit einem Vertrag zwischen der Familie von Friedrich Wilhelm von Schlitz genannt von Görtz und dem Staat aufgegeben.
Das Landgericht Schlitz blieb – ganz im Gegensatz zu vielen anderen Landgerichten – von mehreren in den folgenden Jahrzehnten im Großherzogtum vorgenommenen Änderungen im Zuschnitt der Gerichtsbezirke unberührt. Das lag auch an seiner geografisch randlichen Lage im Großherzogtum, in der nordöstlichen Ecke der Provinz Oberhessen.

## Ende
Mit dem Gerichtsverfassungsgesetz von 1877 wurden Organisation und Bezeichnungen der Gerichte reichsweit vereinheitlicht. Zum 1. Oktober 1879 hob das Großherzogtum Hessen deshalb die Landgerichte auf. Funktional ersetzt wurden sie durch Amtsgerichte. So ersetzte nun das Amtsgericht Schlitz das Landgericht Schlitz. „Landgerichte“ nannten sich nun die den Amtsgerichten direkt übergeordneten Obergerichte. Das Amtsgericht Schlitz wurde dem Bezirk des Landgerichts Gießen zugeordnet.